# Petra Schwarz-Ritter
Petra Schwarz-Ritter (* 24. Mai 1972 in Wien als Petra Ritter) ist eine ehemalige österreichische Tennisspielerin. 

## Karriere
Petra Schwarz-Ritter spielte von 1987 bis 1997 auf der WTA Tour. Ihre höchste Platzierung in der Tenniseinzel-Weltrangliste erreichte sie am 9. Jänner 1995 mit Rang 52. Schwarz-Ritter konnte auf der WTA Tour einen Turniersieg im Doppel verbuchen, nämlich 1992 in Prag mit Karin Kschwendt. Ihren größten Erfolg erreichte sie nach Siegen über Lisa Raymond, Nathalie Tauziat, Miriam Oremans und Ruxandra Dragomir, ehe sie im Viertelfinale gegen Mary Pierce bei den French Open 1994 verlor.
Sie spielte zwischen 1988 und 1996 insgesamt 22 Mal für Österreich im Fed Cup. Schwarz-Ritter gewann elf und verlor elf Matches.
1992 nahm sie an den Olympischen Spielen im Tennis teil. 
Sie beendete im Jahr 1997 ihre aktive Karriere.
Ihre Erfolge feierte Schwarz-Ritter unter ihrem Geburtsnamen Ritter.
Seit 2019 ist sie Präsidentin des Niederösterreichischen Tennisverbands.